# 19e cérémonie des César
La 19e cérémonie des César du cinéma - dite aussi Nuit des César -  récompensant les films sortis en 1993, s'est déroulée le 26 février 1994 au théâtre des Champs-Élysées.
Elle fut présidée par Gérard Depardieu et retransmise sur Canal+.

## Présentateurs et intervenants
- Daniel Toscan du Plantier, président de l'Académie des arts et techniques du cinéma
- Gérard Depardieu, président de la cérémonie
- Clémentine Célarié, Fabrice Luchini, maîtres de cérémonie
- Alec Baldwin, Kim Basinger
- François Cluzet, Anouk Grinberg
- Sam Karmann, Julie Delpy
- Dominique Blanc
- Jacqueline Bisset
- Maruschka Detmers
- Alain Corneau, Valérie Kaprisky, pour la remise du César du meilleur réalisateur
- Romane Bohringer, Elsa Zylberstein, pour la remise des César des meilleurs espoirs
- Sandrine Kiberlain, Yvan Attal, pour la remise du César de la meilleure première œuvre
- Gérard Depardieu, pour la remise du César d'honneur à Jean Carmet
- Marc Lavoine, Dolores Chaplin, pour la remise du César de la meilleure musique

## Palmarès
Les lauréats sont indiqués en gras.

### César du meilleur film
- Smoking / No Smoking d'Alain Resnais
  - Germinal de Claude Berri
  - Ma saison préférée d'André Téchiné
  - Trois Couleurs : Bleu de Krzysztof Kieślowski
  - Les Visiteurs de Jean-Marie Poiré

### César du meilleur film étranger
- La Leçon de piano de Jane Campion
  - Adieu ma concubine de Chen Kaige
  - Meurtre mystérieux à Manhattan (Manhattan Murder Mystery) de Woody Allen
  - Raining Stones de Ken Loach
  - The Snapper de Stephen Frears

### César du meilleur acteur
- Pierre Arditi pour Smoking / No Smoking
  - Daniel Auteuil pour Ma saison préférée
  - Michel Boujenah pour Le Nombril du monde
  - Christian Clavier pour Les Visiteurs
  - Jean Reno pour Les Visiteurs

### César de la meilleure actrice
- Juliette Binoche pour Trois Couleurs : Bleu
  - Sabine Azéma pour Smoking/No smoking
  - Josiane Balasko pour Tout le monde n'a pas eu la chance d'avoir des parents communistes
  - Catherine Deneuve pour Ma saison préférée
  - Anouk Grinberg pour Un, deux, trois, soleil
  - Miou-Miou pour Germinal

### César du meilleur acteur dans un second rôle
- Fabrice Luchini pour Tout ça… pour ça !
  - Jean-Pierre Darroussin pour Cuisine et Dépendances
  - Jean-Roger Milo pour Germinal
  - Thomas Langmann pour Le Nombril du monde
  - Didier Bezace pour Profil bas

### César de la meilleure actrice dans un second rôle
- Valérie Lemercier pour Les Visiteurs
  - Judith Henry pour Germinal
  - Marie Trintignant pour Les Marmottes
  - Marthe Villalonga pour Ma saison préférée
  - Myriam Boyer pour Un, deux, trois, soleil

### César du meilleur espoir masculin
- Olivier Martinez pour Un, deux, trois, soleil
  - Guillaume Depardieu pour Cible émouvante
  - Mathieu Kassovitz pour Métisse
  - Melvil Poupaud pour Les gens normaux n'ont rien d'exceptionnel
  - Christopher Thompson pour Les Marmottes

### César du meilleur espoir féminin
- Valeria Bruni-Tedeschi pour Les gens normaux n'ont rien d'exceptionnel
  - Virginie Ledoyen pour Les Marmottes
  - Chiara Mastroianni pour Ma saison préférée
  - Florence Pernel pour Trois Couleurs : Bleu
  - Karin Viard pour La Nage indienne

### César du meilleur réalisateur
- Alain Resnais pour Smoking / No Smoking
  - Claude Berri pour Germinal
  - Jean-Marie Poiré pour Les Visiteurs
  - André Téchiné pour Ma saison préférée
  - Krzysztof Kieslowski pour Trois Couleurs : Bleu
  - Bertrand Blier pour Un, deux, trois, soleil

### César de la meilleure première œuvre
- L'Odeur de la papaye verte de Trần Anh Hùng
  - Cible émouvante de Pierre Salvadori
  - Le Fils du requin d'Agnès Merlet
  - Les gens normaux n'ont rien d'exceptionnel de Laurence Ferreira-Barbosa
  - Métisse de Mathieu Kassovitz

### César du meilleur scénario original ou adaptation
- Agnès Jaoui et Jean-Pierre Bacri pour Smoking / No Smoking
  - Claude Berri et Arlette Langmann pour Germinal
  - Pascal Bonitzer et André Téchiné pour Ma saison préférée
  - Christian Clavier et Jean-Marie Poiré pour Les Visiteurs
  - Krzysztof Kieślowski et Krzysztof Piesiewicz pour Trois Couleurs : Bleu

### César de la meilleure musique
- Cheb Khaled pour Un, deux, trois, soleil
  - Éric Lévi pour Les Visiteurs
  - Zbigniew Preisner pour Trois Couleurs : Bleu
  - Jean-Louis Roques pour Germinal

### César de la meilleure photographie
- Yves Angelo pour Germinal
  - Renato Berta pour Smoking / No Smoking
  - Sławomir Idziak pour Trois Couleurs : Bleu

### César des meilleurs costumes
- Sylvie Gautrelet, Bernadette Villard, Caroline de Vivaise pour Germinal
  - Catherine Leterrier pour Les Visiteurs
  - Franca Squarciapino pour Louis, enfant roi

### César du meilleur décor
- Jacques Saulnier pour Smoking / No Smoking
  - Jacques Bufnoir pour Justinien Trouvé ou le Bâtard de Dieu
  - Hoang Thanh At, Christian Marti pour Germinal

### César du meilleur son
- William Flageollet et Jean-Claude Laureux pour Trois Couleurs : Bleu
  - Pierre Gamet, Dominique Hennequin pour Germinal
  - Bernard Bats, Gérard Lamps pour Smoking / No Smoking

### César du meilleur montage
- Jacques Witta pour Trois Couleurs : Bleu
  - Albert Jurgenson pour Smoking / No Smoking
  - Catherine Kelber pour Les Visiteurs
  - Hervé de Luze pour Germinal

### César du meilleur court-métrage
- Gueule d'atmosphère d'Olivier Péray
  - Comment font les gens de Pascale Bailly
  - Empreintes de Camille Guichard
  - Ex memoriam de Bériou

### César d'honneur
- Jean Carmet